# Тјаша Одер
Тјаша Одер (словен. Tjaša Oder; Словењ Градец, 22. јун 1994) словеначка је пливачица чија ужа специјалност су трке слободним стилом на дужим дистанцама. Вишеструка је национална првакиња и рекордерка, учесница највећих светских пливачких такмичења и трострука словеначка олимпијка.  
Дипломирала је пословни менаџмент на Универзитету Аризоне у Сједињеним Државама. 

## Спортска каријера
Одерова је такмичења на међународној пливачкој сцени започела још као јуниорка, и у том узрасту је остварила неколико запажених резултата, укључујући и две титуле европске првакиње на 800 и 1500 метара слободно, и светске првакиње на 1500 метара слободним стилом. 
Прво велико међународно такмичење у конкуренцији сениора на ком је наступила је било Светско првенство у Риму 2009, где је заузела 22. место у квалификацијама трке на 1500 слободно. У децембру исте године по први пут је пливала и на Европском првенству у малим базенима у Истанбулу, где је остварила пласман на 13. место у трци на 800 слободно. Прве запаженије успехе у сениорској каријери остварила је током 2010. године, пошто је по први пут успела да се пласира у финалне трке на континенталним првенствима у великим (7. место на 1500 слободно) и малим базенима (5. место на 800 слободно).  
Успела је да се квалификује за наступ на ЛОИ 2012. у Лондону где је заузела 25. место у квалификацијама трке на 800 слободно. Учествовала је и на наредна 4 првенства света, у Барселони 2013 (17. на 1500 слободно), Казању 2015 (15. на 1500 слободно), Будимпешти 2017 (два 15. места на 800 и 1500 слободно) и Квангџуу 2019 (9. место на 800 слободно и 10. место на 1500 слободно).  
Резултатски највећи успех у каријери је постигла на Европском првенству у Лондону 2016. где је освојила бронзану медаљу у трци на 800 слободно. Исти успех је поновила и две године касније на Медитеранским играма у Тарагони. 
Други наступ на Олимпијским играма је имала у Рију 2016. где је остварила нешто боље резултате у односу на Лондон, четири године раније. Трку на 800 слободно је завршила на 13. месту, док је словеначка штафета на 4×200 слободно, за коју је пливала у последњој измени, заузела претпоследње 15. место. Квалификовала се за наступ и на трећим узастопним Олимпијским играма, у Токију 2020, након чега је одлучила да оконча такмичарски део пливачке каријере.